# Pierre de Boisdeffre
Pierre de Boisdeffre (n. 11 iulie 1926, Paris, Île-de-France, Franța – d. 23 mai 2002, Paris, Île-de-France, Franța) a fost un istoric, diplomat și critic literar francez.

## Opera

### Critică literară
- 1950: Metamorfoza literaturii (Métamorphose de la littérature);
- 1958: O istorie vie a literaturii de astăzi (Une histoire vivante de la littérature d'aujourd'hui);
- 1962: Încotro se îndreaptă romanul? (Où va le roman?);
- 1966: Poezia franceză de la Baudelaire până în zilele noastre (La poésie française de Baudelaire à nos jours);
- 1967: Cafetiera se află pe masă - sau împotriva noului roman (La cafetière est sur la table - ou contre le nouveau roman);

### Alte scrieri
- 1959: Dragostea și plictisul (L'amour et l'ennui) - roman;
- 1969: Scrisoare deschisă oamenilor de stânga (Lettre ouverte aux hommes de gauche);
- 1998: Leul și vulpea (Le lion et le renard).